# Allens skogsråtta
Allens skogsråtta (Hodomys alleni) är en art i familjen hamsterartade gnagare som förekommer i Mexiko. Den är nära släkt med de egentliga skogsråttorna (Neotoma) med räknas vanligen till ett eget släkte.

## Beskrivning
Individernas kroppslängd (huvud och bål) ligger vid 24 cm, svanslängden vid 20 cm och vikten vid 370 gram. Pälsen är på ovansidan rödbrun till mörkbrun och på buken ljusgrå till vit. Svansen är bara glest täckt med hår. Arten har i varje käkhalva en framtand, ingen hörntand, ingen premolar och tre molarer.
Arten lever endemisk i Mexiko från södra Sinaloa till norra Oaxaca. Den vistas i buskmarker och skogar med tät undervegetation. Allens skogsråtta har enkla bon i bergssprickor eller i håligheter bland trädrötter. Ibland isoleras boet med växtdelar. Individerna är troligen aktiva på natten. Honor med en eller två ungar hittades under våren och hösten. Exemplaren markerar stigarna med avföring och olika föremål.
IUCN betraktar beståndet som stabilt och listar allens skogsråtta som livskraftig (LC).